# Амвросий (Красовский)
Архимандрит Амвросий (в миру Александр Красовский; 1800 — 28 мая 1870) — архимандрит Русской православной церкви, ректор Вятской духовной семинарии, Успенского Трифонова вятского монастыря.

## Биография
Родился в 1800 году, в селе Верхней Меже, Макарьевского уезда, Костромской губернии в семье священника.
Образование начал в Макарьевском духовном училище, продолжал его в Костромской духовной семинарии и завершил в Санкт-Петербургской духовной академии, в 1825 году, со степенью магистра.
В октябре того же года поступил учителем в Макарьевское уездное училище, а в марте 1826 г. перешел в Вятскую духовную семинарию учителем словесности и соединенных с нею предметов. Через год рукоположен в священника сельской церкви Котельнического уезда с обязательством служить и в семинарской церкви.
В октябре 1829 г. был возведен в сан протоиерея и назначен настоятелем Вятского Воскресенского собора и членом духовной консистории.
Приняв, в октябре 1840 года, монашество, с именем Амвросия, он определен инспектором Вятской семинарии и через два месяца возведен в сан архимандрита Слободского Крестовоздвиженского монастыря.
В июне 1841 году Амвросий назначен ректором семинарии и настоятелем Успенского Трифонова монастыря, оставаясь в этой должности почти до самой своей смерти.
Посвятив воспитанию и просвещению юношества всю свою жизнь, архимандрит Амвросий, в конце 1869 года, по прошению, был уволен на покой.
Его сын Александр Красовский открыл первую в г. Вятке частую библиотеку, создал революционно-демократический кружок, куда привлекал вятскую молодежь, в том числе из духовных учебных заведений г. Вятки.